# Сехово
Сехово или Сеово (грч. Ειδομένη, Идомени) је насељено место у општини Пеонија у периферији Средишња Македонија, Грчка. Према попису из 2021. године било је 111 становника.
Према бугарском географу и историчару, Василу Канчову, у Сехову је 1900. године живело 800 Словена хришћана. Село је доста страдало током Балканских ратова, због чега је 1913. године имало само 150 становника. Део избеглог становништва се настанио у Ђевђелији. Године 1924. насељено је 49 грчких избегличких породица из Турске, укупно 173 особа. На попису из 1940. године Сехово је имало 542 становника, од чега су више од половине били Словени.